# Poppy Maskill
Poppy Maskill, née le 22 mars 2005 à Alsager, est une nageuse handisport britannique concourant en SM14 pour les athlètes ayant un handicap mental. Elle est championne paralympique en papillon en 2024.

## Carrière
Pour ses premiers championnats du monde en 2022, elle revient avec l'or sur le 4 x 100 m 4 nages S14 ainsi que l'argent sur le 100 m dos S14 et le bronze sur le 100 m papillon S14. Quelques semaines auparavant, elle avait terminé 4e du 200 m nage libre S14 aux Jeux du Commonwealth. L'année suivante aux Mondiaux, elle remporte une médaille dans chacune des cinq courses auxquelles elle participe : l'or du le 4 x 100 m nage libre S14, l'argent sur le 100 m papillon S14, le 4 x 100 m 4 nages S14 et le 100 m dos S14 ainsi que le bronze sur le 200 m 4 nages SM14.
Aux Jeux paralympiques de 2024, Maskill remporte la première médaille d'or de la délégation britannique en remportant le 100 m papillon SM14 en battant de 0.33 secondes le précédent record du monde en 1 min 3 s 00.

## Palmarès

### Jeux paralympiques
- Jeux paralympiques d'été de 2024 à Paris :
  -  100 m papillon S14
  -  200 m nage libre S14
  -  200 m 4 nages SM14

### Championnats du monde
- Championnats du monde 2023 à Manchester :
  -  4 x 100 m nages libre S14
  -  100 m dos S14
  -  100 m papillon S14
  -  4 x 100 m 4 nages S14
  -  200 m 4 nages SM14
- Championnats du monde 2022 à Madère :
  -  4 x 100 m 4 nages S14
  -  100 m dos S14